# Manilabucht
Die Manilabucht ist ein natürlicher Hafen auf der philippinischen Hauptinsel Luzón.
Die Bucht hat eine Gesamtfläche von 1994 km² und verfügt über eine Küstenlinie von 190 km Länge. Sie bietet natürlichen Schutz für den Hafen von Manila und einige weitere Ankerplätze. Die Breite der Bucht beträgt am Zugang zur offenen See 19 km und dehnt sich zum Landesinneren hin bis auf 48 km aus. Mariveles ist ein Ankerplatz am nördlichen Eingang der Bucht, und in Sangley Point befand sich bis 1971 die Cavite Naval Base der US-Marine. Im Norden und Süden befinden sich weitere kleine Häfen.
Auf beiden Seiten der Bucht sind vulkanische Hügel, die von einer tropischen Landschaft überwuchert sind. 40 km nördlich des Hafens befindet sich die Provinz Bataan und im Süden die Provinz Cavite. Im Eingangsbereich der Bucht befinden sich mehrere Inseln. Die größte von ihnen ist Corregidor. Sie teilt den Eingang der Bucht in einen 10,5 km breiten südlichen und einen 3,2 km breiten nördlichen Kanal. In der verhältnismäßig schmalen Durchfahrt um die Insel Corregidor kam es in der Vergangenheit immer wieder zu Schiffskollisionen mit teils tragischem Ausgang, so sank etwa die Fähre Cebu City im Dezember 1994 und die Fähre San Nicholas im Mai 2003. Um dieses Gefahrenpotential zu entschärfen, wurde 2009 beschlossen, ein Verkehrstrennungsgebiet einzurichten, welches seit Januar 2014 in Kraft ist.
Die Manilabucht wird als einer der besten natürlichen Häfen in Südostasien gesehen. Sie war unter anderem Schauplatz der Schlacht in der Bucht von Manila. Diese Seeschlacht war der Beginn und die erste richtungsweisende Kampfhandlung im Spanisch-Amerikanischen Krieg 1898.
Im Bereich Metro Manila ist die Küstenlinie der Bucht dicht besiedelt. Einige Gebiete wurden vom Meer zurückgewonnen und künstlich befestigt, beispielsweise das Areal in Pasay City, auf dem sich unter anderem die Mall of Asia befindet. Südöstlich der Bucht befindet sich der Süßwassersee Laguna de Bay, der größte See der Philippinen. Er fließt über den Pasig in die Manilabucht ab.

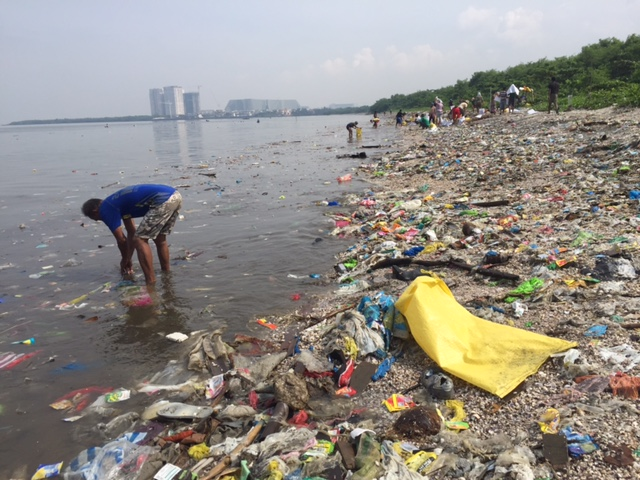
Freiwillige sammeln Müll an den Stränden der Manilabucht

In den letzten Jahren ist die Manilabucht zunehmend von Verschmutzung geplagt. Zum einen eine physische Verschmutzung durch auf der Wasseroberfläche treibende Abfälle, hier vor allem Kunststoffe. Aber auch durch vielfach ungeklärt eingeleitete Abwässer sind im Wasser der Bucht sehr hohe Konzentrationen an Coliformen Bakterien nachweisbar, welche stellenweise die Grenzwerte für Badegewässer um das millionenfache übersteigen. Bereits 2008 hat der Oberste Gerichtshof der Philippinen das DENR (Department of Environment and Natural Ressources – Ministerium für Umwelt und natürliche Ressourcen) und andere Behörden angewiesen, die Manilabucht zu säubern, die Wasserqualität wiederherzustellen und gegen künftige Verschmutzung zu schützen. Als Hauptursache für die massive Verschmutzung werden zum einen illegale Siedlungen entlang der Bucht gesehen, deren Abfälle ungefiltert ins Meer gelangen. Aber auch Hotels und andere Gewerbebetriebe stehen im Verdacht, Abwässer ungeklärt in die Bucht zu leiten. Geschehen ist jedoch jahrelang nichts. Erst nachdem Präsident Duterte Mitte 2018 das Problem wieder in den Fokus rückte und damit drohte, Firmen rigoros zu schließen, wenn sie entgegen geltender Gesetze Abwässer weiter ungeklärt in die Bucht einleiten, geriet Bewegung in die Sache. Es wird nun geprüft, illegale Siedlungen aufzulösen und deren Bewohner umzusiedeln, Gewerbebetriebe werden strenger kontrolliert und erhalten bei Verstößen amtliche Unterlassungsaufforderungen, und zuvor bereits hauptsächlich von NGOs und Freiwilligen durchgeführte Müllsammelaktionen, um die Küstenabschnitte von angeschwemmten Abfällen zu säubern, erhielten nun breitere Unterstützung in einer vom DENR koordinierten Aktion, die Ende Januar 2019 startete.